# Бассевич, Геннинг Фридрих
Граф Геннинг-Фридрих Бассевич или Бассевиц (нем. Henning Friedrich von Bassewitz; 17 ноября 1680 года — 1 января 1749 года) — президент тайного совета герцога Шлезвиг-Голштинского Карла-Фридриха, фактический глава его правительства до 1728 года, автор воспоминаний.

## Биография
Происходил из старинного мекленбургского дворянского рода. Образование получил в Ростоке и Лейдене. Службу начал в должности обер-шенка при дворе мекленбургского герцога Фридриха Вильгельма. Будучи доверенным лицом герцога, склонял его к ведению разгульной жизни, за что и получил прозвище grand-buveur, что буквально означало «пьяница». Этим, а также склонностью к смелым остротам, вызвал неудовольствие герцогини и большинства придворных, что в итоге послужило поводом для удаления его из Мекленбурга.
Следующим местом службы находчивого дворянина стало Голштинское герцогство, где в 1710 году он за 13 000 талеров купил себе должность управителя староств Гузумского и Швабштедтского, с чином статского советника. В 1713 году эти округа были заняты датчанами, и Бассевич отправился в Гамбург, где поступил на службу к герцогу — регенту (администратору) Голштинии, Кристиану Августу, который назначил его посланником при прусском дворе.
В течение нескольких последующих лет Бассевич служит Шлезвиг-Голштинскому герцогству, добиваясь союза с Петром Великим, необходимого герцогству, подвергавшемуся нападениям Дании и Швеции. Союз должен был быть скреплен браком герцога Карла-Фридриха со старшей русской царевной. Все выгоды договора, однако, обеспечивались для одних только голштинцев, желавших вернуть силами русских Шлезвиг и добыть для герцога шведский престол, попутно разорвав союз России и Дании. Такие условия были неприемлемы для Петра I, и он отказался от заключения договора.
Эта неудача не разрушила доверия молодого герцога Карла-Фридриха к Бассевичу, и вскоре он был сделан президентом тайного совета, а двое его родственников стали членами совета. Тем временем Северная война подошла к концу, и Бассевич возобновил попытки сближения с Россией на более скромных условиях. В итоге голштинская партия при шведском дворе оказала молодому герцогу поддержку, назначив ему ежегодную субсидию в размере 25 000 талеров, и уполномочила сенат заключить договор с Россией (22 февраля 1724 года), в котором, между прочим, Швеция и Россия обязывались энергично домогаться возвращения герцогу Шлезвига. После этого договора, упрочившего положение герцога, Петр I наконец дал согласие на брак Карла-Фридриха со своей старшей дочерью, Анной Петровной, состоявшийся 21 мая 1725 года, уже после смерти императора (в день бракосочетания был награждён орденом Святого апостола Андрея Первозванного). Единственным ребёнком, родившимся в этом браке, станет Карл Петер Ульрих (впоследствии российский император Пётр III). 30 августа 1725 года был награждён орденом Святого Александра Невского.
Карл-Фридрих, благодарный Бассевичу, сделал его своим первым министром. Враги герцога говорили, что он совершенно неспособен к самостоятельному действию и что им всецело руководит Бассевич. Известно, что голштинский министр вместе с А. Д. Меньшиковым участвовал в составлении завещания Екатерины I и не упустил возможности обеспечить в этом акте все интересы своего герцога. По воцарении Петра II голштинцы во главе с герцогом вернулись на родину, а Бассевичу был пожалован чин тайного советника, он был сделан обер-гофмаршалом и обер-гофмейстером двора герцогини, а также управителем выделенных ей округов Райнбек и Триттау.
Вскоре, однако, первого министра постигла опала. На конгрессе в Суассоне в 1728 году Бассевич в качестве представителя герцога должен был добиваться восстановления его прав на Шлезвиг и другие утраченные им владения. Он не достиг благоприятного разрешения этого вопроса, хотя истратил большие суммы на подкупы. Герцог отставил его от всех должностей и арестовал в Нейштадте, с целью отнять бывшие у него важные бумаги. Опальному министру удалось бежать при помощи жены в Мекленбург, где он и поселился затем в своих именьях, и прожил здесь до своей смерти в 1749 году.

## Мемуары
Бассевич оставил после себя мемуары, обнародованные после его смерти под заглавием: «Записки графа Бассевича, служащие к пояснению некоторых событий из времен царствования Петра Великого». Записки эти заключают в себе важный материал для изучения хитросплетенной сети политических отношений времени Северной войны и преимущественно отношений Голштинии к России; в них содержатся также довольно ценные сообщения о Петре Великом и о некоторых внутренних делах его царствования.
Как большинство иностранцев мемуаристов, Бассевич даёт восторженную оценку Петра, хотя отмечает и отрицательные черты его личности. Ценность сообщений Бассевича ослабляется сильным самомнением автора, нередко преувеличивающего личное своё влияние на ход описываемых событий. В мемуарах, в частности, было сказано, что Невская битва была победой над «татарами».